# Odense Swans
Gli Odense Swans sono stati una squadra di football americano di Odense, in Danimarca; fondati nel 1988, nel 2017 si sono fusi con gli Odense Thrashers per formare gli Odense Badgers.
Hanno partecipato alle prime 4 finali nazionali (e a 5 in totale) senza mai vincere.

## Dettaglio stagioni

### Tackle football

#### Tornei

##### Tornei nazionali

###### Nationalligaen
| Stagione | regular season | regular season | regular season | regular season | regular season | regular season | playoff | playoff | playoff | playoff | playoff | playoff        | playoff             |
|          | Vin            | Par            | Per            | Tot            | PF             | PS             | Vin     | Per     | Tot     | PF      | PS      | risultato      | avversaria          |
| -------- | -------------- | -------------- | -------------- | -------------- | -------------- | -------------- | ------- | ------- | ------- | ------- | ------- | -------------- | ------------------- |
| 1999     | 3              | 0              | 3              | 6              | 94             | 122            | 0       | 1       | 1       | 6       | 36      | Semifinale     | Aarhus Tigers       |
| 2012     | 2              | 0              | 8              | 10             | 100            | 317            | 1       | 0       | 1       | 22      | 13      | Non retrocessi | Middelfart Stingers |
| 2013     | 2              | 0              | 8              | 10             | 132            | 391            | 1       | 1       | 2       | 62      | 48      | Non retrocessi | Herning Hawks       |
| 2014     | 1              | 0              | 9              | 10             | 87             | 450            | 0       | 2       | 2       | 0       | 100     | Retrocessi     | Kolding Guardians   |
| Totale   | 8              | 0              | 28             | 36             | 413            | 1280           | 2       | 4       | 6       | 90      | 197     |                |                     |

Fonti: Enciclopedia del Football - A cura di Roberto Mezzetti

###### Danmarksserien
| Stagione | regular season | regular season | regular season | regular season | regular season | regular season | playoff | playoff | playoff | playoff | playoff | playoff    | playoff            |
|          | Vin            | Par            | Per            | Tot            | PF             | PS             | Vin     | Per     | Tot     | PF      | PS      | risultato  | avversaria         |
| -------- | -------------- | -------------- | -------------- | -------------- | -------------- | -------------- | ------- | ------- | ------- | ------- | ------- | ---------- | ------------------ |
| 2012     | 2              | 0              | 8              | 10             | 132            | 375            | -       | -       | -       | -       | -       | -          | -                  |
| 2013     | 10             | 0              | 0              | 10             | 446            | 107            | 0       | 1       | 1       | 0       | 50      | Semifinale | USG Cougars        |
| 2014     | 8              | 0              | 2              | 10             | 364            | 118            | 0       | 1       | 1       | 14      | 65      | Wild Card  | Frederikssund Oaks |
| 2015     | 5              | 0              | 5              | 10             | 263            | 247            | -       | -       | -       | -       | -       | -          | -                  |
| 2016     | 0              | 0              | 10             | 10             | 0              | 500            | -       | -       | -       | -       | -       | -          | -                  |
| Totale   | 25             | 0              | 25             | 50             | 1205           | 1347           | 0       | 2       | 2       | 14      | 115     |            |                    |

Fonti: Enciclopedia del Football - A cura di Roberto Mezzetti

### Riepilogo fasi finali disputate
| Anno              | Luogo  | Evento         | Fase del torneo | Incontro                             | Risultato     |
| 20 giugno 1999    |        | Nationalligaen | Semifinale      | Aarhus Tigers - Odense Swans         | 14 - 65       |
| 29 settembre 2012 | Odense | Nationalligaen | Playout         | Odense Swans - Middelfart Stingers   | 22 - 13       |
| 29 settembre 2013 | Odense | Danmarksserien | Semifinale      | Odense Swans II - USG Cougars        | 0 - 50 d.g.s  |
| 6 ottobre 2013    | Odense | Nationalligaen | Playout         | Odense Swans - Herning Hawks         | 48 - 12       |
| 13 settembre 2014 | Odense | Danmarksserien | Wild Card       | Odense Swans II - Frederikssund Oaks | 14 - 65       |
| 5 ottobre 2014    | Odense | Nationalligaen | Playout         | Odense Swans - Kolding Guardians     | 0 - 50 d.g.s. |